# Мацуї Масафумі
Мацуї Масафумі (яп. 松井正文; нар. 1950) — японський герпетолог. Автор описання нових видів земноводних. Заслужений професор Кіотського університету. Також є президентом Японського герпетологічного товариства.

## Внесок
Деякі види, що описані науковцем:
- Ansonia inthanon Matsui, Nabhitabhata & Panha, 1998
- Buergeria choui Matsui and Tominaga, 2020
- Bufo torrenticola Matsui, 1976
- Glandirana reliquia Shimada, Matsui, Ogata et Miura, 2022
- Leptobrachium smithi Matsui, Nabhitabhata & Panha, 1999
- Leptolalax arayai Matsui, 1997
- Leptolalax hamidi Matsui, 1997
- Megophrys kobayashii Matsui & Matsui, 1997
- Occidozyga berbeza Matsui, Nishikawa, Eto, Hamidy, Hossman & Fukuyama, 2021
- Rana amamiensis Matsui, 1994
- Rana matsuoi Eto & Matsui, 2023
- Rana pirica Matsui, 1991
- Rana sakuraii T. Matsui & M. Matsui, 1990